# Хамірпур (Уттар-Прадеш)
Хамірпур (англ. Hamirpur, гінді हमीरपुर, урду حمیر پور) — місто в індійському штаті Уттар-Прадеш, розташоване на березі річки Ямуна.